# Pentema
Péntema è una frazione del comune di Torriglia, nella Città metropolitana di Genova. Si trova nella val Pentemina, disposta sui fianchi del monte Prelà a 839 m di altitudine e a 10 km dal capoluogo. Nonostante la relativa vicinanza a Genova (circa 45 km), Pentema è vissuta sino a pochi decenni fa in quasi totale isolamento per le difficili comunicazioni e questo, se da un lato ha favorito l'emigrazione alla ricerca di un lavoro più sicuro e remunerativo, dall'altro ha permesso alla località di conservare inalterate le proprie caratteristiche e presentare un interessante impianto urbanistico, con le case di pietra addossate l'una all'altra e disposte lungo il pendio, le ripide "crose" in acciottolato, che scendono a pettine, collegate da percorsi trasversali.
Le prime notizie documentate sul paese risalgono al 1453.
Il bucaneve viola, facile da osservare a inizio della stagione primaverile in tutta la Valle, simboleggia questa frazione.

## Monumenti e luoghi d'interesse
- Chiesa ottocentesca dedicata a san Pietro Apostolo. All'interno è ospitata una statua di legno dedicata alla Madonna della Neve, attribuita alla scuola del Maragliano, ed è presente l'orchestra in pregevole struttura lignea sulla quale è sistemato l'organo corale, opera dei fratelli Paganini.
- Museo della civiltà contadina: dalla primavera 2010 è visitabile una vecchia casa, risalente almeno a 500 anni, che grazie alla collaborazione di Enti Pubblici e soprattutto al contributo della Fondazione Carige, è stata recuperata con un attento restauro conservativo e trasformata in museo permanente della vita contadina.

Lo spopolamento del dopoguerra ha portato alla chiusura della scuola e di tutti i negozi e le osterie, ma in questi ultimi anni, alcuni operatori hanno creato strutture ricettive, con attrezzatura per il ricovero di cavalli in transito, a disposizione dei numerosi turisti alla ricerca di tranquillità, verde, buona cucina e atmosfere antiche.
Parte del territorio circostante è inserito nel parco naturale regionale dell'Antola. Faceva parte della Comunità montana delle Alte Valli Trebbia e Bisagno.

## Festività

### Il presepe
Dal 1994, fra dicembre e gennaio, Pentema ospita un presepe ambientato all'interno del paese, tra gli archi, i vicoli, le case, le lobbie, le aie e i "risseu" ancora intatti. Ricorda un'epoca storica lontana, attraverso un'attenta ricostruzione di ambienti e mestieri. I personaggi esposti a grandezza naturale sono vestiti con costumi d'epoca, ambientati in momenti di vita quotidiana e inseriti nei punti del borgo dove realmente hanno operato. Artisti locali danno vita ai manichini, ricostruendo in creta i volti delle persone vissute nel paese.
In agosto, alla seconda domenica si tiene la festa del paese e al 29 una breve escursione di 40 minuti porta ad una cappella, costruita su un crinale in mezzo al bosco, dove, unitamente alla celebrazione religiosa dedicata alla Madonna della Guardia, si svolge un'animata festa campestre, con musica e balli tradizionali. Alla fine di ottobre la tradizionale castagnata, a base di castagne raccolte nei boschi circostanti il paese.

## Cultura
Questo paese fa parte del territorio culturalmente omogeneo delle Quattro province (Alessandria, Genova, Pavia, Piacenza), caratterizzato da usi e costumi comuni e da un importante repertorio di musiche e balli molto antichi. Strumento principe di questa zona è il piffero appenninico che accompagnato dalla fisarmonica, e un tempo dalla müsa (cornamusa appenninica), guida le danze e anima le feste.

## Galleria d'immagini

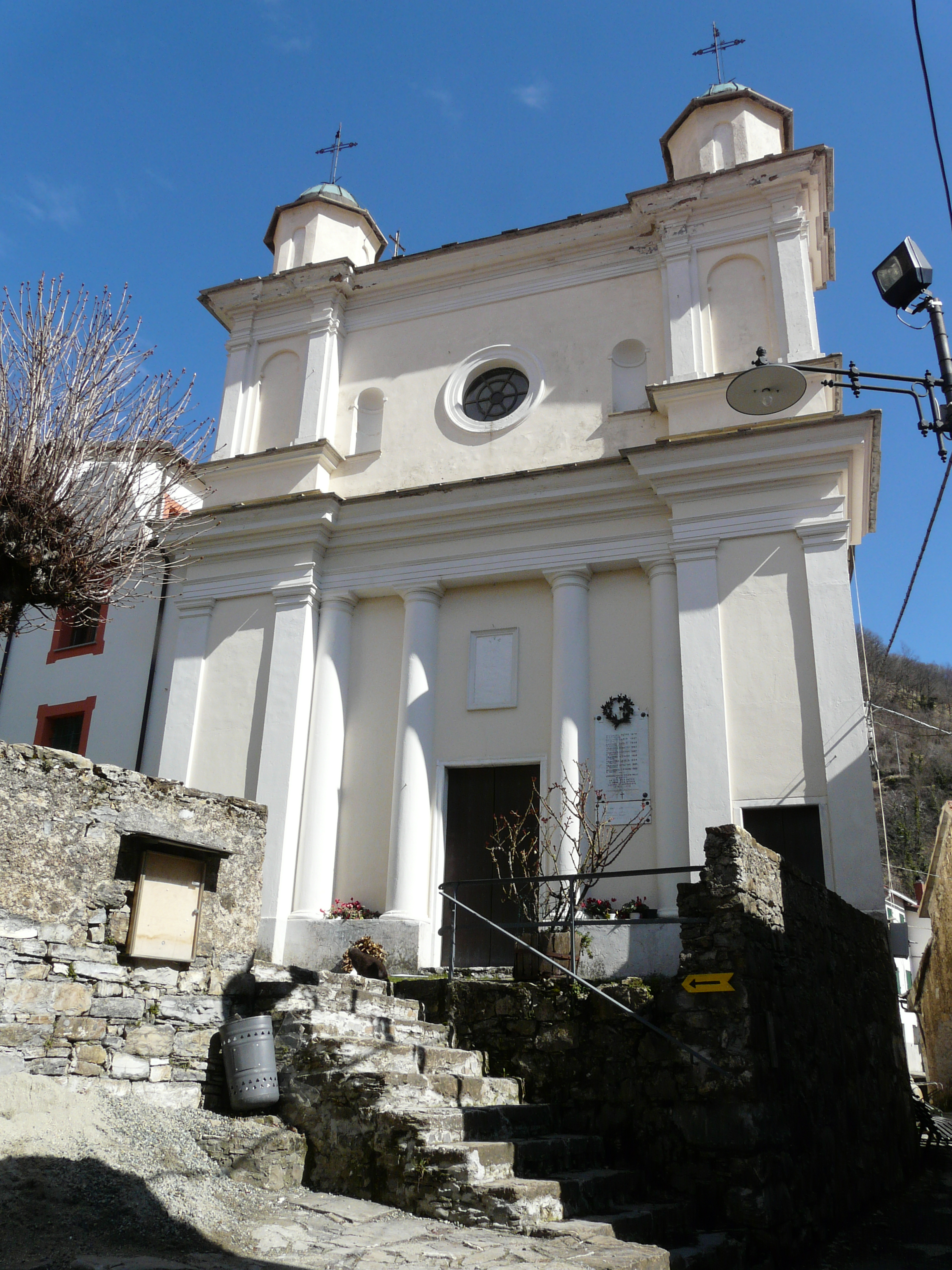
La chiesa di San Pietro apostolo
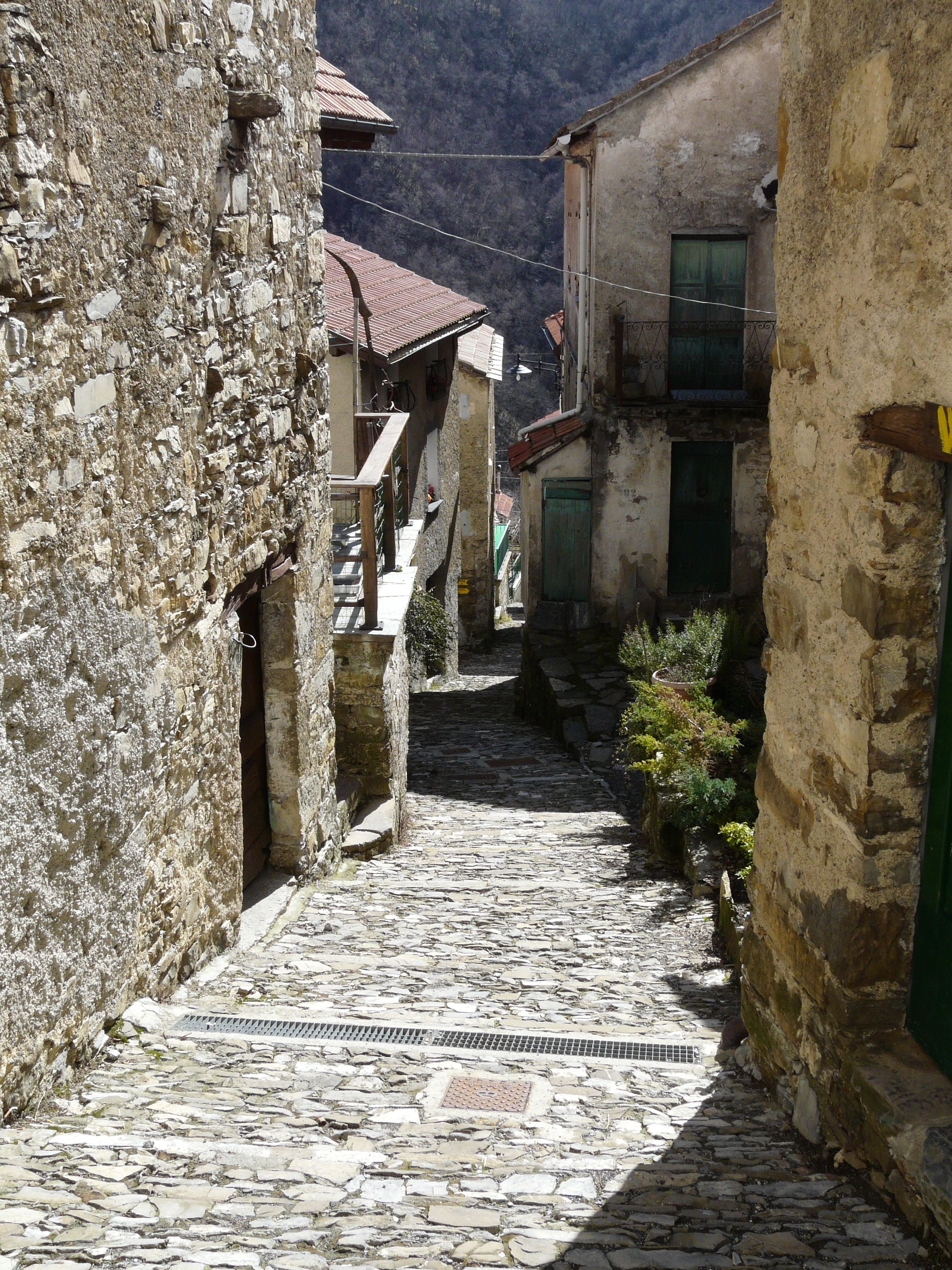
Scorcio di una stradina del borgo
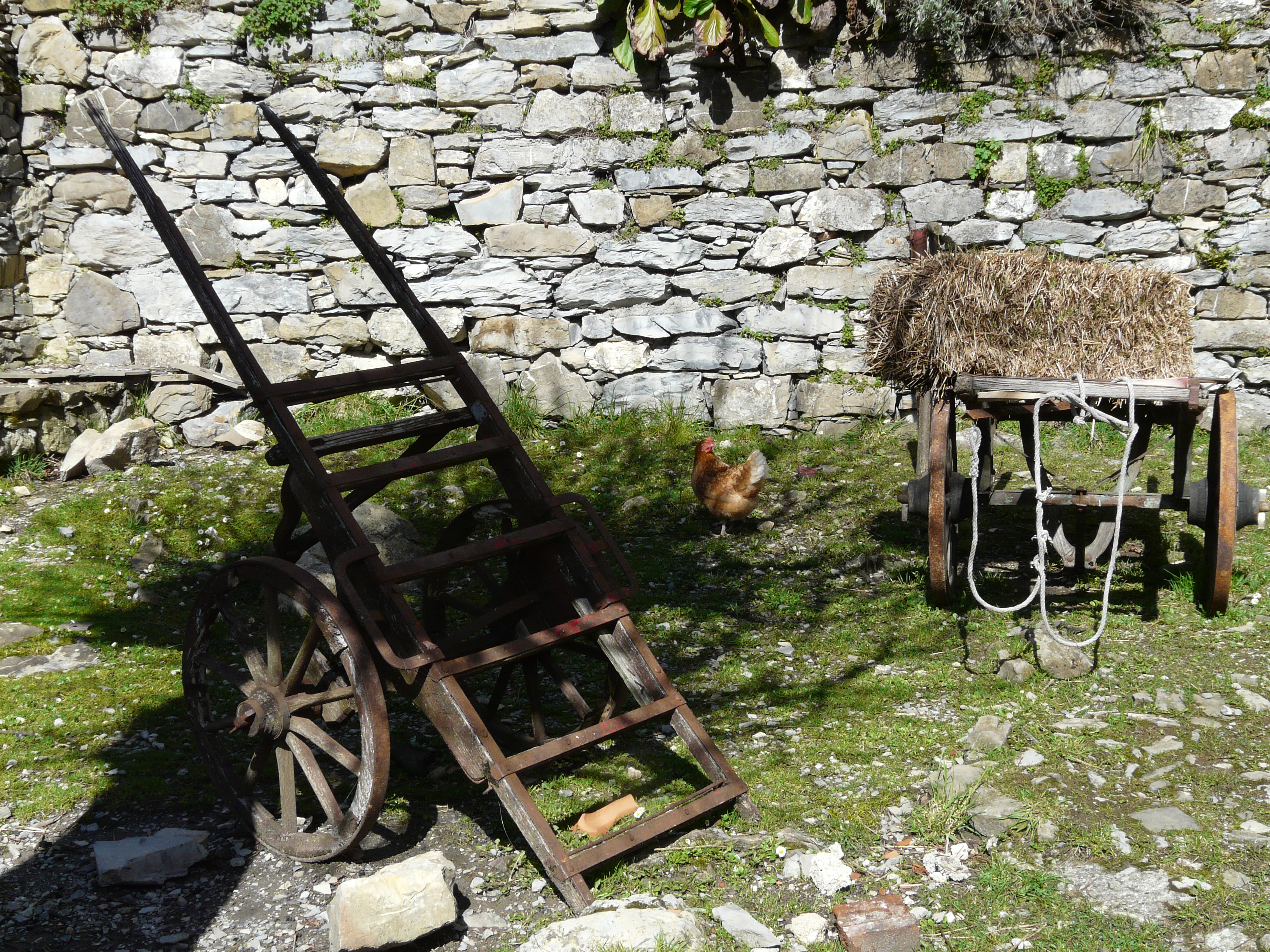
Particolare
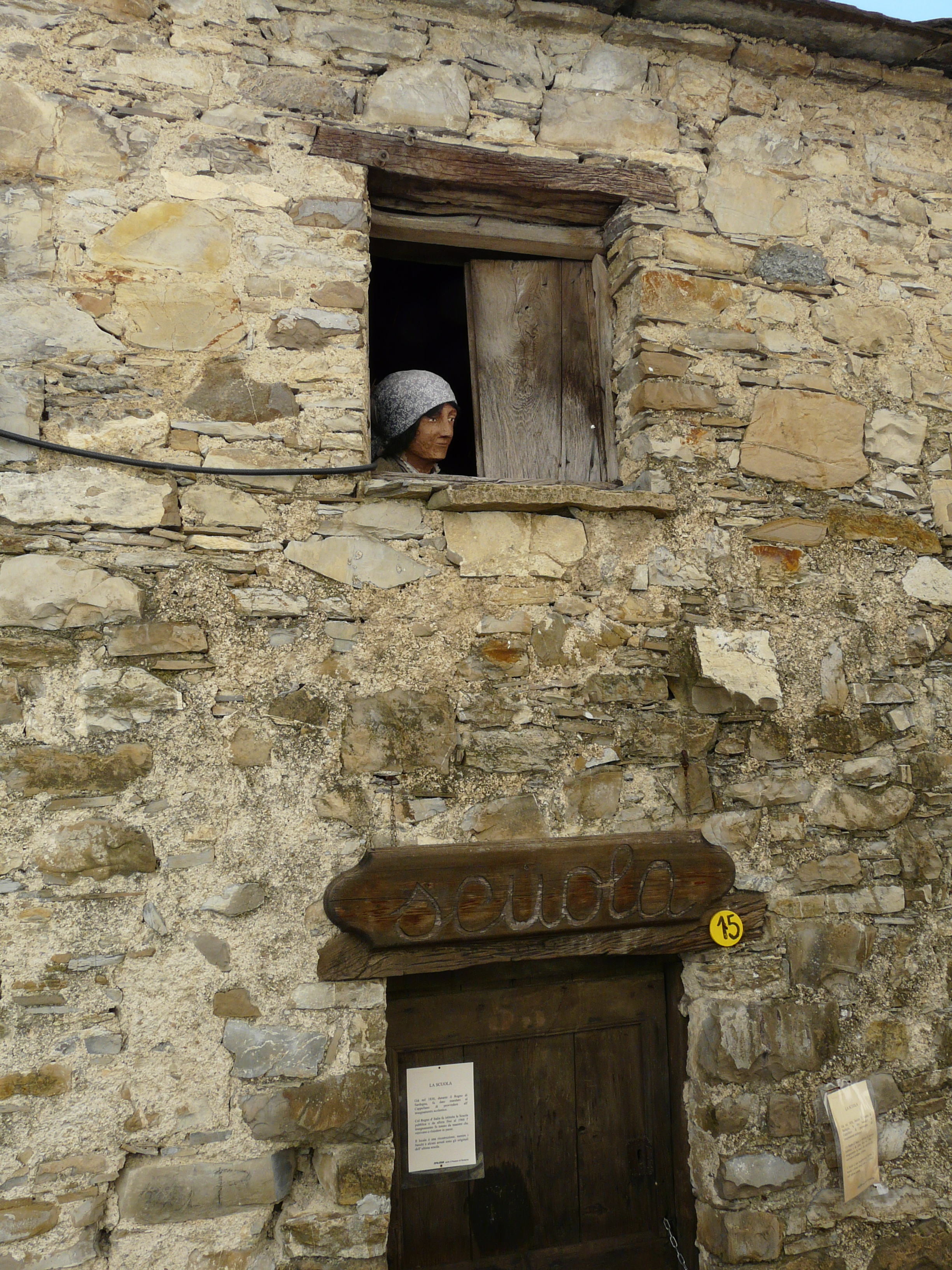
Il presepe tra le case del borgo